# Laterale markering

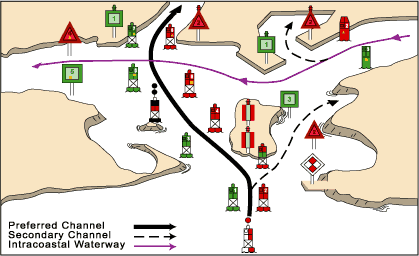
Visuele betonning - regio B

Laterale betonning of laterale markering in de vorm van een laterale boei of andere laterale markering, zoals gedefinieerd door de International Association of Marine Aids to Navigation and Lighthouse Authorities (IALA) door middel van het IALA Maritiem Betonningsstelsel, is een vorm van betonning die gebruikt wordt door maritieme autoriteiten om de rand van de vaarweg te markeren. Deze vorm van betonning wordt ook op deze wijze gedefinieerd door het SIGNI-systeem.
Elk baken geeft de rand aan van het veilige vaarwater in termen van bakboord of stuurboord. Wat de linker- of rechterzijde van een vaarweg is, wordt bepaald door de betonningsrichting die door twee systemen verschillend gedefinieerd wordt. Indien er twijfels mogelijk zijn, wordt de betonningsrichting op de zeekaart aangegeven. Vaak wordt er kardinale markering in de plaats van laterale markering gebruikt, wanneer verwarring over de richting gemakkelijk kan voorkomen.
Een vaartuig dat in de betonningsrichting vaart (zoals het invaren van een haven) en graag de belangrijkste vaarweg wil aanhouden, dient:
- de bakboordmarkeringen aan bakboord (links) te houden, en
- de stuurboordmarkeringen aan stuurboord (rechts) te houden.

## IALA-systeem
De laterale markeringen onderscheiden zich door hun kleur, rood of groen, en hun vorm.
Vanwege historische redenen worden er wereldwijd twee verschillende regelingen gebruikt, die verschillen in het gebruik van kleur.
Voorheen waren er 30 verschillende betonningssystemen in gebruik, voordat het IALA Maritiem Betonningsstelsel werd ingevoerd. In 1980 werd er een conferentie georganiseerd door de IALA, en de deelnemers kwamen tot overeenstemming om de regels van een nieuw gecombineerd systeem over te nemen, dat de vorige twee systemen (A en B) combineerde in één systeem met daarbinnen twee regio's (A en B).
Het IALA definieert ze als Regio A en Regio B:
- Regio A wordt gebruikt door landen in Europa, Australië, Nieuw-Zeeland, Afrika en het grootste deel van Azië, met uitzondering van de Filipijnen, Japan en Korea.
- Regio B wordt gebruikt door landen in Noord-Amerika, Midden-Amerika en Zuid-Amerika, de Filipijnen, Japan en Korea.

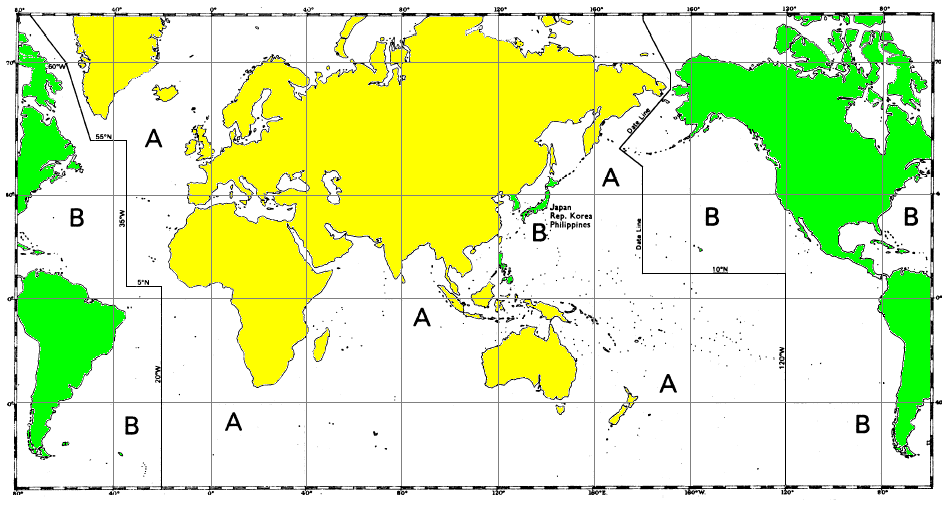
Geel is Regio A, groen is regio B.

### Regio A
- Bakboordmarkeringen zijn rood van kleur en kunnen een rood, in een bepaald ritme knipperend licht hebben.
- Stuurboordmarkeringen zijn groen van kleur en kunnen een groen, in een bepaald ritme knipperend licht hebben.

bakboord, links, rood ______________________________ stuurboord, rechts, groen

### Regio B
- Bakboordmarkeringen zijn groen van kleur en kunnen een groen, in een bepaald ritme knipperend licht hebben.
- Stuurboordmarkeringen zijn rood van kleur en kunnen een rood, in een bepaald ritme knipperend licht hebben.

bakboord, links, groen ______________________________ stuurboord, rechts, rood

### Beide regio's

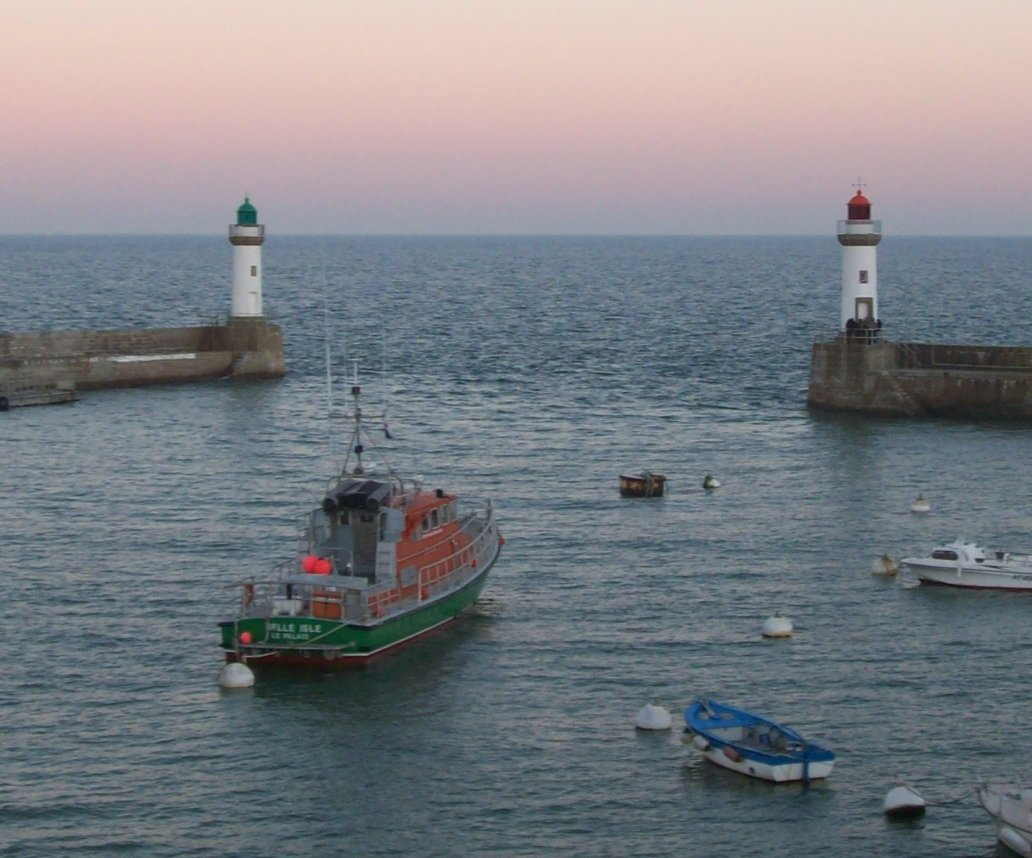
Een haven met havenlichten in Regio A

- Bakboordmarkeringen zijn vierkant of hebben een platte top.
- Stuurboordmarkeringen zijn conisch (of een driehoekige vorm) of hebben een spitse top.

De vorm is een belangrijk kenmerk, omdat kleuren niet kunnen worden onderscheiden in een aantal lichtcondities, of door personen met een rood-groen kleurenblindheid. De markeringen kunnen ook een unieke combinatie van letters en cijfers dragen, die gebruikt kunnen worden om de markering te identificeren op een zeekaart. Ook kan het licht van een markering in een bepaald ritme flitsen om identificatie van het lichtbaken op de zeekaart mogelijk te maken.

#### Splitsing vaarwater
Ook heeft de IALA in het laterale markeringssysteem de splitsingsmarkering ((en) bifurcation mark) gedefinieerd, die zowel rode als groene horizontale banden heeft, de ene kleur boven de ander. Deze markering geeft aan dat er zich een primaire voorkeursvaarweg (vaak een diepe vaargeul geschikt voor zwaar commercieel verkeer) aan een bepaalde zijde van het baken bevindt, en een secundaire vaarweg aan de andere zijde. Vaartuigen die de primaire vaarweg willen gebruiken houden de bovenste kleur van de markering in de gaten en vaartuigen die de secundaire vaarweg willen bevaren houden de onderste kleur van deze markering in de gaten.

In het geval dat beide vaarwegen gelijkwaardig zijn wordt het kleurpatroon herhaald, dus horizontale banden rood/groen/rood/groen.

## Prikken

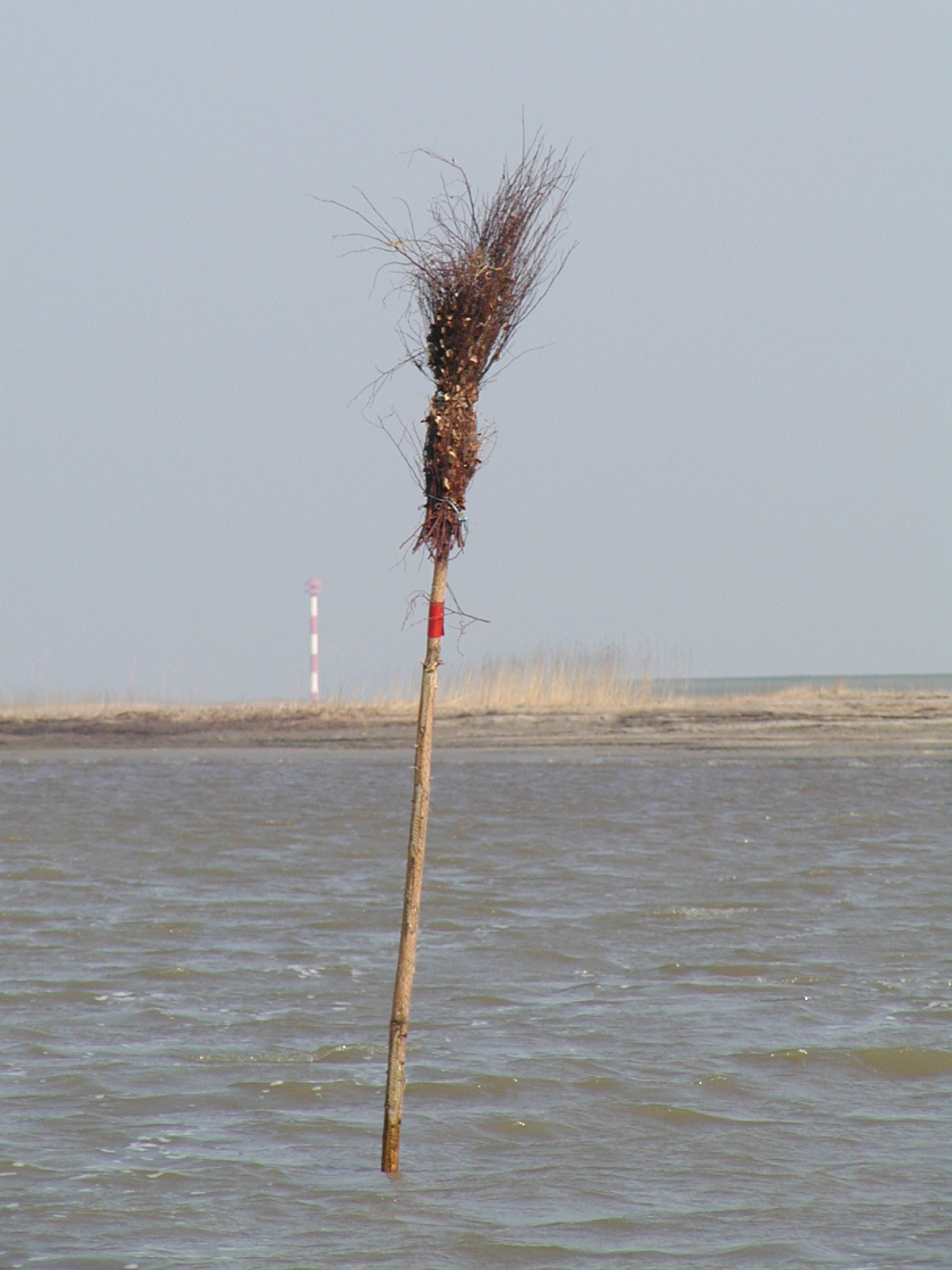
De bakboord-variant van prikken

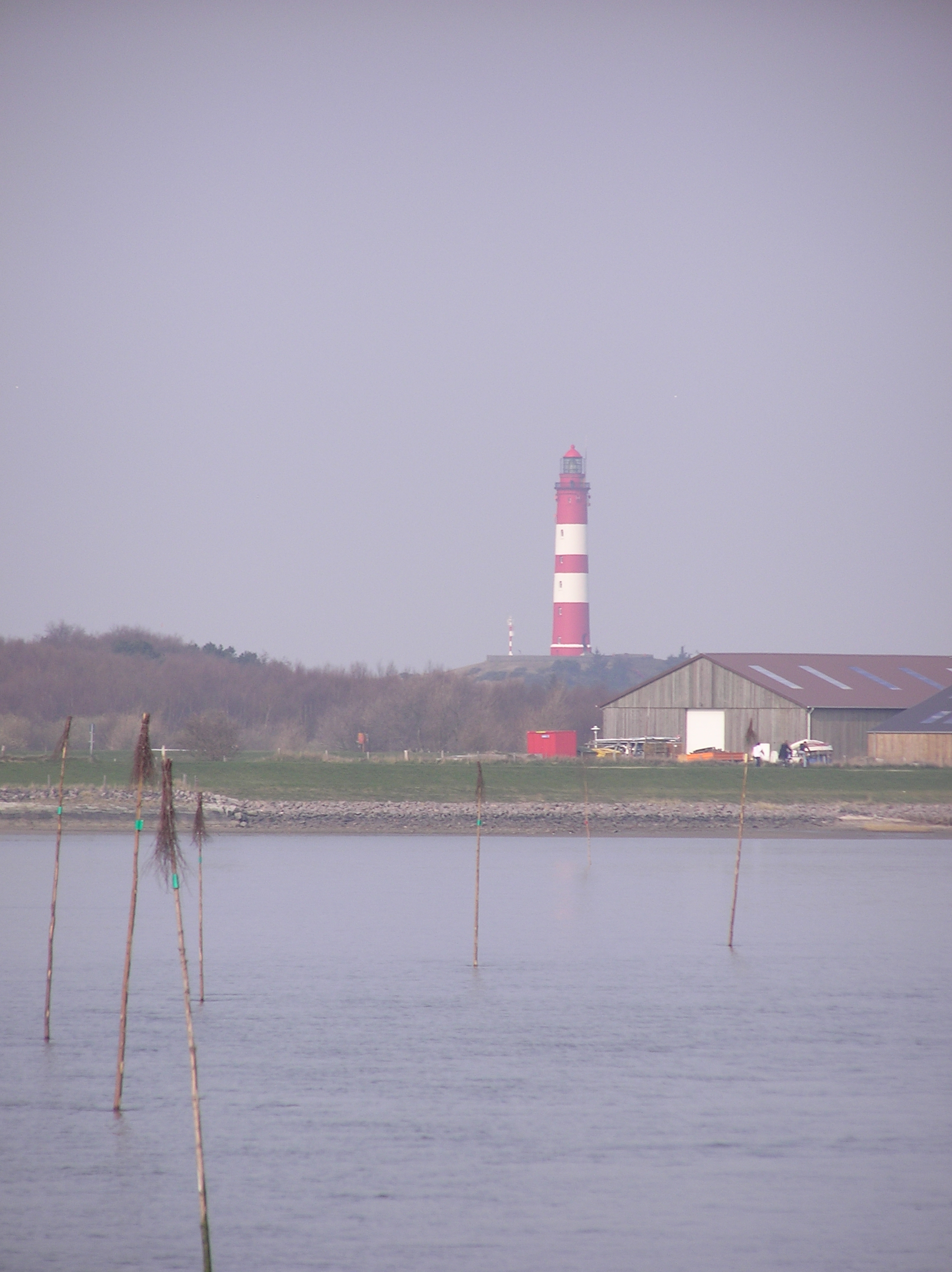
De Stuurboord-variant van prikken

Ook prikken worden volgens het IALA Maritiem Betonningsstelsel/SIGNI-systeem geplaatst. Prikken kunnen een lint omgebonden krijgen in een bepaalde kleur en ook kunnen de prikken een bepaalde top hebben in een bepaalde vorm. Dit betekent voor de Europese wadden:
- Van zee komende hebben de linten aan stuurboord een groene kleur en de bovenkant zijn de twijgen in spitse vorm samengebonden en aan de onderzijde naar buiten gebogen (spar).
- Van zee komende hebben de linten aan bakboord een rode kleur en de bovenkant stomp uit elkaar (bezem)

In Nederland is het geregeld in het Scheepvaartreglement territoriale zee

## Externe link

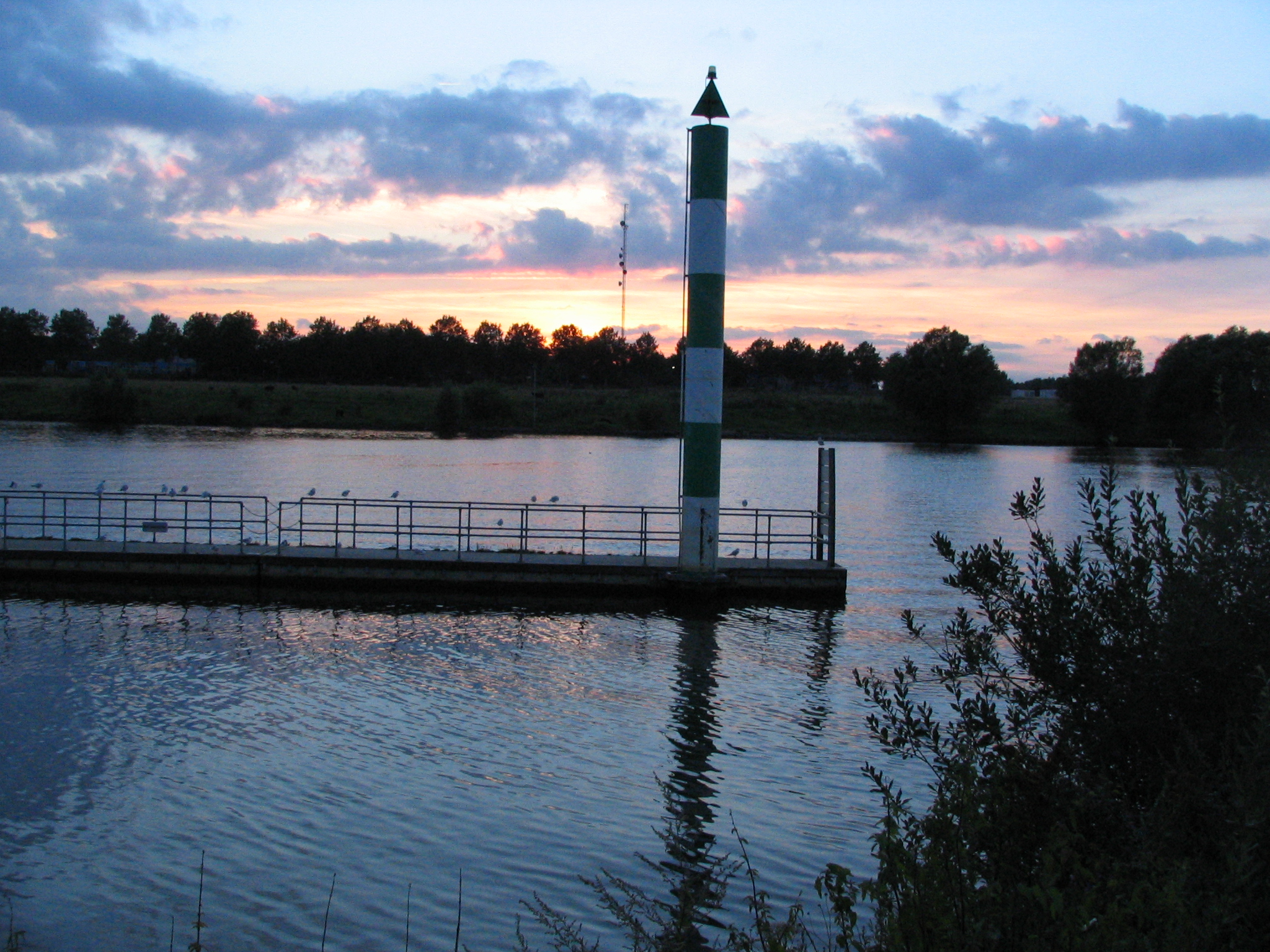
Regio A: Maas bij Venlo